# فیلیپ لازارینی
فیلیپ لازارینی (زادهٔ ۱۹۶۴) یک بشردوست سوئیسی-ایتالیایی است که از سال ۲۰۲۰ به عنوان کمیسرکل آژانس امداد و کار سازمان ملل متحد برای پناهندگان فلسطینی در خاور نزدیک (آنروا) خدمت می‌کند.

## اوایل زندگی و تحصیلات
لازارینی دارای مدرک کارشناسی ارشد مدیریت بازرگانی از دانشکده بازرگانی و اقتصاد دانشگاه لوزان و مدرک لیسانس اقتصاد از دانشگاه نوشاتل است.

## شغل
لازارینی فعالیت بین‌المللی خود را در سال ۱۹۸۹ آغاز کرد، زمانی که به کمیته بین‌المللی صلیب سرخ پیوست و به عنوان نماینده در چندین منطقه از جمله جنوب سودان، لبنان، اردن و غزه خدمت کرد. لازارینی سپس رهبری عملیات کمیته بین‌المللی صلیب سرخ در بوسنی، آنگولا و رواندا را بر عهده داشت. او به عنوان معاون رئیس بخش ارتباطات کمیته بین‌المللی صلیب سرخ خدمت کرد. در سپتامبر ۱۹۹۹، لازارینی به عنوان رئیس بخش بازاریابی به بانک یوبی‌پی در ژنو پیوست و در آنجا بر روی مسئولیت اجتماعی شرکت‌ها و دستور کار سرمایه‌گذاری اخلاقی بانک کار کرد.
در سال ۲۰۰۳، لازارینی به عنوان هماهنگ‌کننده منطقه ای در موصل، عراق به دفتر سازمان ملل متحد برای هماهنگی امور بشردوستانه پیوست. او سپس به عنوان رئیس دفتر اوسی‌اچ‌ای در آنگولا، سومالی و سرزمین‌های اشغالی فلسطین خدمت کرد. در سال ۲۰۱۰، او معاون مدیر بخش هماهنگی و واکنش اوسی‌اچ‌ای در دفتر مرکزی آن در شهر نیویورک شد. در سال ۲۰۱۳، او تحت رهبری نیکلاس کی، به عنوان معاون نماینده ویژه دبیرکل، هماهنگ‌کننده مقیم و بشردوستانه سازمان ملل متحد و نماینده مقیم برنامه توسعه سازمان ملل متحد در سومالی منصوب شد. در ۲۴ آوریل ۲۰۱۵، بان کی مون، دبیرکل سازمان ملل متحد، انتصاب لازارینی را به عنوان معاون هماهنگ‌کننده ویژه خود در لبنان اعلام کرد، جایی که او همچنین به عنوان هماهنگ‌کننده مقیم و بشردوستانه و نماینده مقیم یوان‌دی‌پی، جانشین راس مانتین، خدمت کرد؛ در این سمت، او تحت رهبری هماهنگ‌کنندگان ویژه متوالی، سیگرید کاگ (۲۰۱۵–۲۰۱۷)، پرنیل داهلر کاردل (۲۰۱۷–۲۰۱۹) و یان کوبیش (۲۰۱۹–۲۰۲۰) فعالیت کرد.

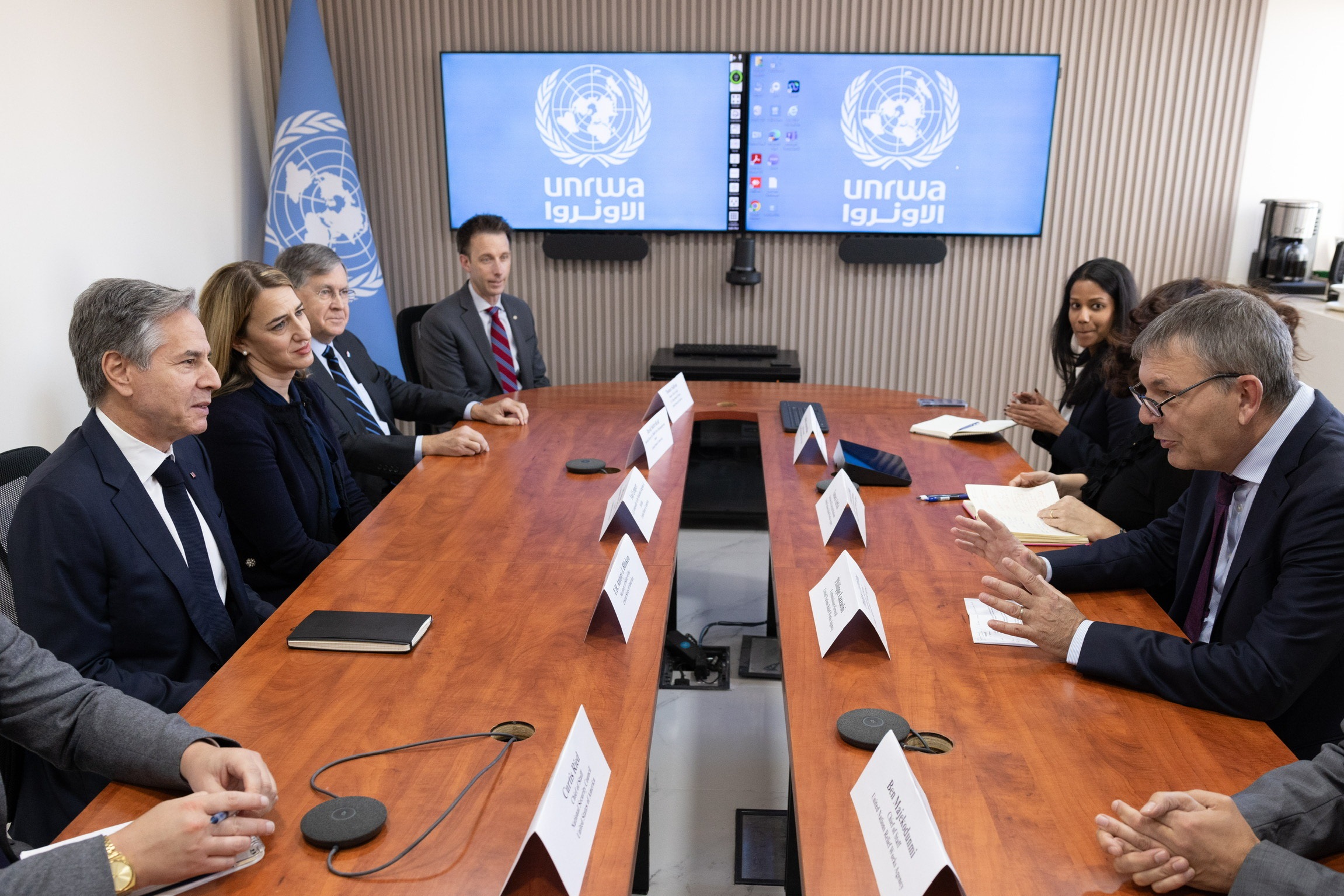
لازارینی با آنتونی بلینکن وزیر ایالات متحده در امان، اردن، ۴ نوامبر ۲۰۲۳

در سال ۲۰۰، آنتونیو گوترش، دبیرکل سازمان ملل متحد، انتصاب لازارینی را به عنوان کمیسر کل جدید آژانس امداد و کار سازمان ملل متحد برای آوارگان فلسطینی در خاور نزدیک (آنروا) اعلام کرد.
در سال ۲۰۲۳، لازارینی از محاصره نوار غزه توسط اسرائیل انتقاد کرد. او نوار غزه را «گورستان جمعیتی گرفتار در میان جنگ، محاصره و محرومیت» توصیف کرد و گفت: «ما نمی‌توانیم بگوییم که نمی‌دانستیم. تاریخ خواهد پرسید که چرا جهان شجاعت اقدام قاطع و توقف این جهنم روی زمین را نداشت.» در ۹ فوریه ۲۰۲۴، لازارینی گفت که اسرائیل مانع رسیدن غذا به ۱٫۱ میلیون فلسطینی در غزه شده است.
از زمان آغاز جنگ غزه در اکتبر ۲۰۲۳، لازارینی دو نامه به رئیس مجمع عمومی سازمان ملل متحد در ۷ دسامبر ۲۰۲۳ و ۲۲ فوریه ۲۰۲۴ ارسال کرد. او در تاریخ‌های ۳۰ اکتبر ۲۰۲۳و ۱۷ آوریل ۲۰۲۴، شورای امنیت سازمان ملل را در جریان «بحران انسانی بی‌سابقه» در نوار غزه و «حملات علیه آژانس امداد و کاریابی پناهندگان فلسطینی» قرار داد. در ۴ مارس ۲۰۲۴، او سخنرانی کرد! مجمع عمومی سازمان ملل متحد.
آنروا، لازارینی و دیگر مقامات ارشد آنروا، متهمان مشترک در یک دعوی حقوقی پرسروصدا هستند که توسط قربانیان حمله ۷ اکتبر مطرح شده و ادعا می‌کند «متهمان به دلیل کمک و معاونت در نسل‌کشی، جنایات علیه بشریت و شکنجه توسط حماس مسئول هستند.»

## زندگی شخصی
لازارینی متأهل و دارای چهار فرزند است.

## انتشارات و مصاحبه‌ها
- فیلیپ لازارینی، «آنروا: کمپین خشونت‌آمیز اسرائیل علیه ما را متوقف کنید»، نیویورک تایمز، ۳۰ مه ۲۰۲۴
- «سی روز برای نجات آنروا: به دنبال فیلیپ لازارینی، رئیس آژانس سازمان ملل متحد، در رقابت با زمان»، فرانس ۲۴، آوریل ۲۰۲۴
- فیلیپ لازارینی، کمیسرکل آنروا، در مصاحبه با سی‌ان‌ان به همراه کریستین امانپور، ۲۸ فوریه ۲۰۲۴
- فیلیپ لازارینی، کمیسرکل آنروا در گفتگو با الجزیره با جیمز بیز، ۱۳ دسامبر ۲۰۲۳
- فیلیپ لازارینی، «ما باید از استفاده از کمک‌های بشردوستانه به عنوان سلاح جنگی جلوگیری کنیم»، لس‌آنجلس تایمز، ۹ دسامبر ۲۰۲۳
- فیلیپ لازارینی در HARDtalk با استیون ساکور، ۳۰ نوامبر ۲۰۲۳
- فیلیپ لازارینی، «کشتار باید متوقف شود. زمان آتش‌بس در غزه فرا رسیده است»، واشینگتن پست، ۸ نوامبر ۲۰۲۳
- فیلیپ لازارینی، کمیسرکل آنروا، در مصاحبه با سی‌ان‌ان به همراه کریستین امانپور، ۲ نوامبر ۲۰۲۳
- فیلیپ لازارینی، «من آژانس پناهندگان فلسطینی سازمان ملل را اداره می‌کنم. اگر در غزه آتش‌بس برقرار نشود، تاریخ همه ما را قضاوت خواهد کرد»، گاردین، ۲۶ اکتبر ۲۰۲۳
- فیلیپ لازارینی و مارتین گریفیتس، «انسانیت باید در غزه پیروز شود»، فایننشال تایمز، ۱۷ اکتبر ۲۰۲۳
- «زمان احیای اقتصاد لبنان فرا رسیده است»، دیلی استار (لبنان)، ۱۷ ژوئن ۲۰۱۶
- "Les leçons apprises du Liban au Sommet mondial sur l'action humanitaire", L'Orient-Le Jour ، ۲۵ آوریل ۲۰۱۶
- «به عقب راندن لبنان از لبه بحران»، دیلی استار (لبنان)، ۲۸ ژانویه ۲۰۱۶
- «قهرمانان خاموش لبنان»، دیلی استار (لبنان)، ۱۹ آگوست ۲۰۱۵
- لازارینی نیازهای لبنان را در اولویت دستور کار جهانی قرار خواهد داد، السفیر ، ۱۵ ژانویه ۲۰۱۶
- مصاحبه لازارینی با روزنامه آناهار، ۳۰ سپتامبر ۲۰۱۵
- سومالی: هشدار زودهنگام باید باعث اقدام زودهنگام شود (ویدئو)، دفتر هماهنگی امور بشردوستانه سازمان ملل متحد، ۲۲ اکتبر ۲۰۱۴
- دفتر هماهنگی امور بشردوستانه سازمان ملل متحد